# Язинец 1-й

Язинец 1-й — река в России, протекает в Юрлинском районе Пермского края.
Устье реки находится в 12 км по правому берегу реки Лопан. Длина реки составляет 11 км.
Исток реки в 15 км к юго-востоку от деревни Усть-Онолва. Река течёт на запад, всё течение проходит по ненаселённому лесу. Приток — Язинец 2-й (левый).

## Данные водного реестра
По данным государственного водного реестра России относится к Камскому бассейновому округу, водохозяйственный участок реки — Кама от истока до водомерного поста у села Бондюг, речной подбассейн реки — бассейны притоков Камы до впадения Белой. Речной бассейн реки — Кама.
По данным геоинформационной системы водохозяйственного районирования территории РФ, подготовленной Федеральным агентством водных ресурсов:
- Код водного объекта в государственном водном реестре — 10010100112111100002713
- Код по гидрологической изученности (ГИ) — 111100271
- Код бассейна — 10.01.01.001
- Номер тома по ГИ — 11
- Выпуск по ГИ — 1